# Seu Amor É Tudo Que Eu Quero
Seu amor é tudo que eu quero é o título de uma canção composta pelo cantor e compositor com esta canção em 2006. Ela ficou entre as músicas mais executadas em todo o país, mas nunca mais o compositor  gaúcho Gabriel Valim, que a gravou em 2005, em seu primeiro CD, "100% Rodeio". Mas o grande sucesso dessa música veio em 2006, quando foi gravada por Guilherme & Santiago e lançada no álbum "ABCDE". A canção foi o carro-chefe do álbum e já estava tocando antecipadamente nas rádios quando o álbum foi lançado. Guilherme & Santiago fizeram muito sucesso com essa canção em 2006. Ela ficou entre as músicas mais executadas em todo o país, mas nunca mais foi gravada em nenhum outro álbum da dupla. A canção também foi regravada depois pelo cantor e compositor baiano Tayrone Cigano.

## Desempenho nas paradas

### Posições
| País   | Parada (2006)  | Melhor posição |
| ------ | -------------- | -------------- |
| Brasil | Brasil Hot 100 | 6              |